# 광주북부소방서
광주북부소방서(光州北部消防署, Gwangju Bukbu Fire station)는 광주광역시 북구를 관할하는 광주광역시 소방안전본부 산하의 소방서이다.
소방서장은 소방정으로 보한다.

## 조직
| - 소방행정과 - 소방행정팀 - 예산장비팀 | - 예방안전과 - 예방홍보팀 - 소방민원팀 | - 현장대응과 - 대응지원팀 - 구조구급팀 - 현장지휘팀 |

## 관할센터 및 관할구역
광주북부소방서는 6개의 119안전센터와 1개의 구조대를 산하에 두고 있다.
| 명칭                     | 사진 | 주소         | 관할구역                                                    | 지역대 |
| ------------------------ | ---- | ------------ | ----------------------------------------------------------- | ------ |
| 문흥119안전센터          |      | 서하로 290   | 오치 1·2동, 문흥 1·2동, 삼각동, 매곡동, 용봉동, 석곡동 일부 |        |
| 임동119안전센터          |      | 서림로 5     | 임동, 신안동, 운암 2동, 중흥 1동, 중앙동                    |        |
| 우산119안전센터          |      | 동문대로 127 | 우산동, 중흥 2·3동, 문화동, 두암 2동                        |        |
| 일곡119안전센터          |      | 설죽로 529   | 일곡동, 건국동 일부                                         |        |
| 두암119안전센터          |      | 삼정로 5     | 두암 1·3동, 풍향동, 석곡동 일부                             |        |
| 동림119안전센터          |      | 북문대로 202 | 동림동, 운암 1·3동, 건국동 일부                             |        |
| 광주북부소방서 119구조대 |      | 서하로 290   | 광주광역시 북구 일원                                        |        |

## 같이 보기
- 대한민국 소방청
- 대한민국의 소방
- 소방관 계급